# Cryptops validus
Cryptops validus är en mångfotingart som beskrevs av Frederik Vilhelm August Meinert 1886. Cryptops validus ingår i släktet Cryptops och familjen Cryptopidae.
Artens utbredningsområde är Tanzania. Inga underarter finns listade i Catalogue of Life.